# Anggitay
Anggitay é uma criatura com a parte superior do corpo de um humano feminino e de um cavalo da cintura pra baixo.
Foram a contraparte filipina das centaurides, os centauros fêmeas. Também eram consideradas ser a contraparte feminina de Tikbalang.
Às vezes, são ilustradas como tendo um único chifre no meio de sua forehead exatamente como um unicórnio. Delas usualmente é dito serem atraídas por jóias preciosas, e joalherias.
Acredita-se que o Anggitay geralmente apareça quando chova embora o céu fique claro.